# Jean Moréas

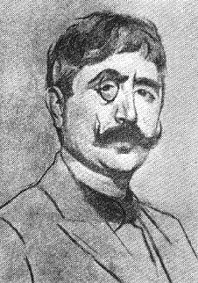
Jean Moréas, porträtt av Antonio de La Gandara.

Jean Moréas (ursprungligen Johannis Papadiamantopoulos), född 15 april 1856, död 30 mars 1910, var en fransk författare av grekisk börd. 

## Biografi
Moréas kom 1882 till Paris och blev snart en ledande kraft inom symbolisternas läger och utgav två häften lyrik, Les Syrtes (1884) och Les cantilènes (1886), jämte ett par novellsamlingar i sällskap med Paul Adam, där skolans alla grundsater var tillämpade. Efter 1890-talets ingång tog Moréas hastigt förväl av symbolismen och grundade tillsammans med fyra andra diktare, däribland Charles Maurras, en ny vitter skola, l'école romane, som anknöt till den galliska tradition som brutits av romantismen och dess efterföljade skolorna parnassismen, naturalismen och symbolismen, och gav sin konstlära en lysande tillämpning i sex samlingar Stances (1899-1901;  ytterligare två utgavs postumt 1920 och 1922), där symbolspel och fri vers byttes ut mor rent klassisk formgestaltning. Moréas framträdde även som essayist, dramatiker (med verket Iphigénie, 1904) och i synnerhet som novellist med Contes de la vieille France (1904).
"Enstaka dikter [i svensk översättning] i antologier, bl.a. All världens lyrik, 1943." (Litteraturhandboken, 1983)